# Diocesi di Narona
La diocesi di Narona (in latino Dioecesis Naronensis) è una sede soppressa e sede titolare della Chiesa cattolica.

## Storia
Narona, le cui rovine si trovano presso il villaggio di Vid nel comune croato di Metković, è un'antica sede episcopale della provincia romana della Dalmazia, suffraganea dell'arcidiocesi di Salona.
Unico vescovo noto è Marcello, presente in due concili di Salona, nel 530 e nel 533. In quest'ultimo sinodo, furono erette due nuove sedi episcopali, Sarsenterum e Macarsca, il cui territorio fu desunto da quello di Narona. La città cadde in rovina verso la fine del VI secolo, poco prima della metropolia di Salona.
Scavi archeologici condotti negli ultimi decenni hanno evidenziato la presenza di almeno tre edifici di culto, tra cui la chiesa cattedrale della diocesi.
Dal 1933 Narona è annoverata tra le sedi vescovili titolari della Chiesa cattolica; dal 31 ottobre 2016 il vescovo titolare è Heriberto Cavazos Pérez, già vescovo ausiliare di Monterrey.

## Cronotassi

### Vescovi
- Marcello † (prima del 530 - dopo il 533)

### Vescovi titolari
- Leo Pietsch † (27 agosto 1948 - 30 settembre 1981 deceduto)
- John Bulaitis † (21 novembre 1981 - 25 dicembre 2010 deceduto)
- Helmut Karl Dieser (24 febbraio 2011 - 23 settembre 2016 nominato vescovo di Aquisgrana)
- Heriberto Cavazos Pérez, dal 31 ottobre 2016